# إرنست دالتروف
إرنست دالتروف (17 نوفمبر 1867 – 3 فبراير 1941)، صانع عطور فرنسي ومؤسس دار عطور كارون سنة 1904.

## السيرة الذاتية
وُلد إرنست ليون رينيه لوسيان دالتروف في أسرة من الطبقة المتوسطة العليا ذات أصول روسية. كانت والدته، إيدا-كارولين بينغ، تضع نقطة من عطرها خلف أذنيه قبل النوم في طفولته.
سافر دالتروف في شبابه ثم عمل في مجال صناعة الملابس. زار المعرض العالمي في باريس عام 1900.
بدأ يحفظ الروائح الآسرة للزهور والفواكه والتوابل، وطوّر ذاكرة شمية استثنائية من دون تلقي تدريب رسمي، مما دفعه إلى اختيار مهنة صانع العطور.
أسّس دالتروف عام 1903 مع شقيقه راؤول ورشة عمل في أزنيير-سور-سين داخل مبنى يعود إلى دار عطور سابقة تُدعى "إميليا"، في 12 شارع لا لوزيير. وفي عام 1904، أنشأ شركته الخاصة في قلب باريس، في 10 شارع دو لا بيه. سعى منذ البداية إلى الوصول إلى السوق الدولية، فاعتمد اسم "عطور كارون" مستوحًى جزئيًا من اسم متجر صغير لبيع مستلزمات الخياطة والعطور، كان قد اشتراه عام 1903 من مدام آن-ماري كارون في شارع روسيني. اختار اسمًا قصيرًا وسهل النطق بالعديد من اللغات، مع الحفاظ على ارتباطه بفرنسا، بدلًا من استخدام اسمه الشخصي الذي يحمل طابعًا أجنبيًا، خاصة في ظل الأجواء المشحونة التي خلفتها قضية دريفوس آنذاك.
في عام 1906، تعرّف إلى فليسي وانبوي، مصممة القبعات الشابة التي كانت تعمل في نفس الشارع. ساعدته على التواصل مع زبائنها، وأصبحت شريكته ومصدر إلهامه.

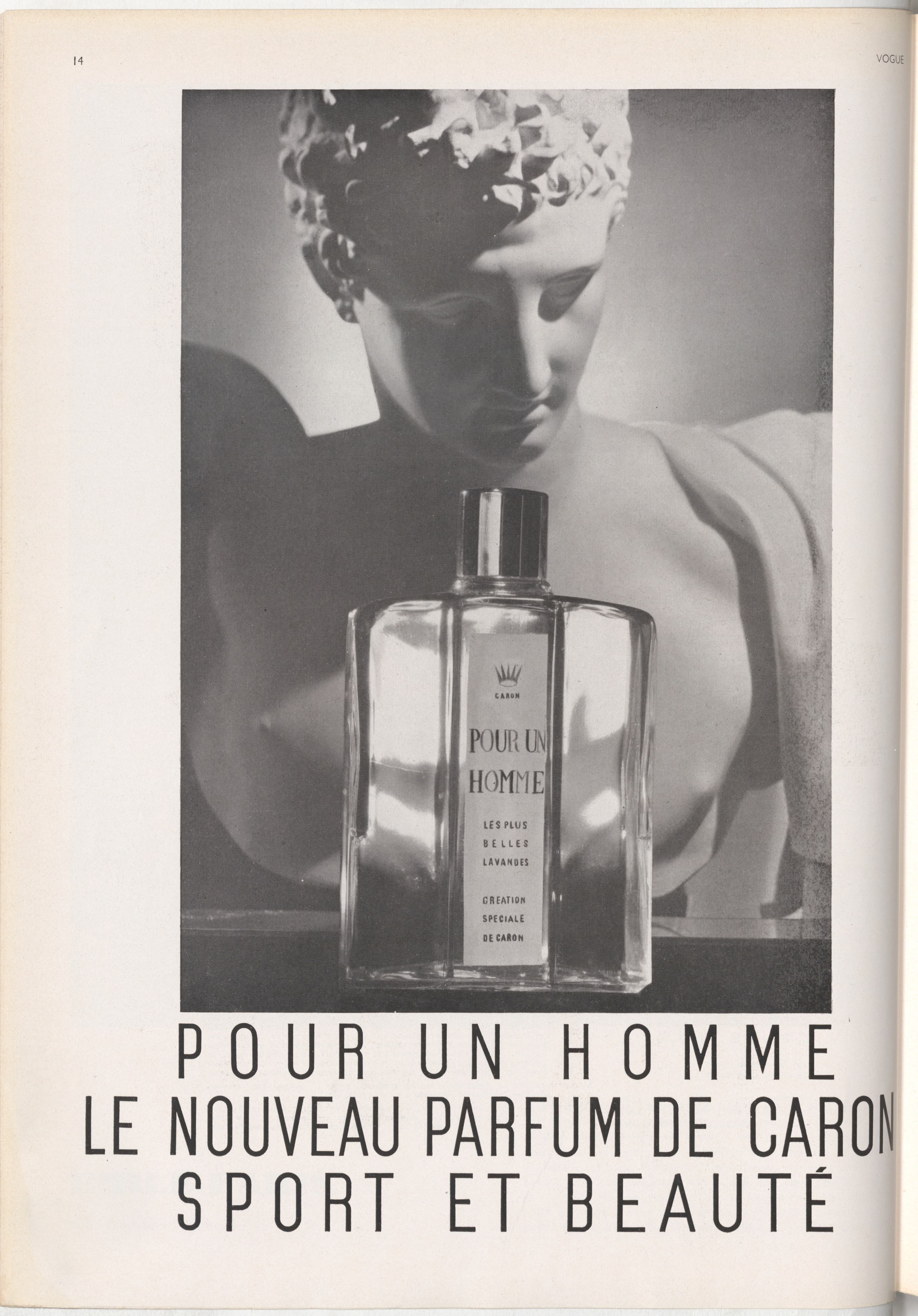
عطور كارون، فوغ 1934.

ابتكر دالتروف العطور بينما كانت وانبوي تصمّم الزجاجات وتشرف على الجانب الفني. أطلقا معًا مجموعة من أشهر العطور النسائية مثل نارسيس نوار عام 1911 ونيميه كوا موى عام 1917.
بعد الحرب العالمية الأولى، تلقى دالتروف دعوة عام 1918 للمشاركة في المعرض الدولي للعلوم والفنون والصناعات في برونكس بنيويورك إلى جانب منافسه فرانسوا كوتي. حصل على جائزة "الشركة الأكثر ديناميكية"، مما فتح له أبواب السوق الأمريكية خلال فترة ما بين الحربين.
شهدت السنوات اللاحقة إطلاق عدة عطور بارزة منها: تاباك بلوند، آن أفيون، فلور دو روكاي، ونوي دو نويل. استخدم دالتروف في ابتكاراته، مثل كوتي، قواعد عطرية طوّرتها مصانع دو لاير، خاصة قاعدة موس دو ساكس.
في عام 1923، افتتح متجر كارون في الجادة الخامسة بنيويورك. وفي عام 1932، تزوج من مادلين برييه (1888-1987). أطلق عام 1934 عطر بور أون أوم، موجهًا للرجال، في وقت كان الرجال يقتصرون فيه غالبًا على استخدام الكولونيا.
أجبر تصاعد معاداة السامية عام 1939 دالتروف على اللجوء إلى الولايات المتحدة. وصل إلى نيويورك مطلع عام 1940 على متن السفينة مانهاتن، وسجل وصوله في جزيرة إيليس. تولت فليسي وانبوي إدارة الدار في فرنسا بمساعدة العطّار ميشيل مورسيتي، الذي كان قد تدرب على يديه، واستمرت في ذلك حتى عام 1962. لم يعد دالتروف إلى أوروبا، وتوفي في نيويورك في 3 فبراير 1941. دُفن في مقبرة كوغ، نيويورك.

## الإرث
في عام 2000، كرّم العطّار ريتشارد فرايس دار كارون بإطلاق عطر ليدي كارون، في زجاجة منقوشة بصورة تمثال الحرية، في محاولة لاستحضار ما كان دالتروف قد يرغب في تقديمه للمرأة الأمريكية بعد خمسين عامًا.
وصفت ناتالي شاهين إرنست دالتروف بأنه "أدق صانع عطور في عصره"، مشيرة إلى أن عمله كان أقرب إلى إبداع الرسامين والموسيقيين. أكّد مايكل إدواردز أن تأثير دالتروف لا يزال حاضرًا في عالم العطور ويستمر في إلهام صنّاع العطور المعاصرين.